# Jessica Rabbit
Jessica Rabbit est un personnage de fiction de l'univers Disney, deutéragoniste du livre, Who Censored Roger Rabbit ? de Gary K. Wolf puis de son adaptation au cinéma Qui veut la peau de Roger Rabbit (1988).

## Place du personnage dans l'histoire
Il s'agit de l'épouse du lapin-héros Roger Rabbit. Elle a l'apparence d'une femme fatale pulpeuse et provocante.
Dans le film, elle est soupçonnée de tromper son mari avec le producteur de dessins animés Marvin Acme. Elle joue un jeu trouble qui en fait une bonne illustration de la femme fatale.
Cependant, elle s'avère beaucoup plus morale que son aspect ne le laisse d'abord supposer, en affirmant n'avoir jamais trompé son mari et en sauvant la vie d'Eddie Valiant. Elle se justifie d'ailleurs dans le film, en affirmant « Je ne suis pas mauvaise, je suis juste dessinée comme ça ». Toujours sérieuse, elle ne laisse jamais transparaître d'émotion, sauf à la vue de la trempette, seul produit qui pourrait tuer un toon.

## Chanson
- Jessica Rabbit chante, dans son rôle de femme fatale envoûtante et sensuelle, la chanson Why Don't You Do Right interprétée par Amy Irving.

## Filmographie

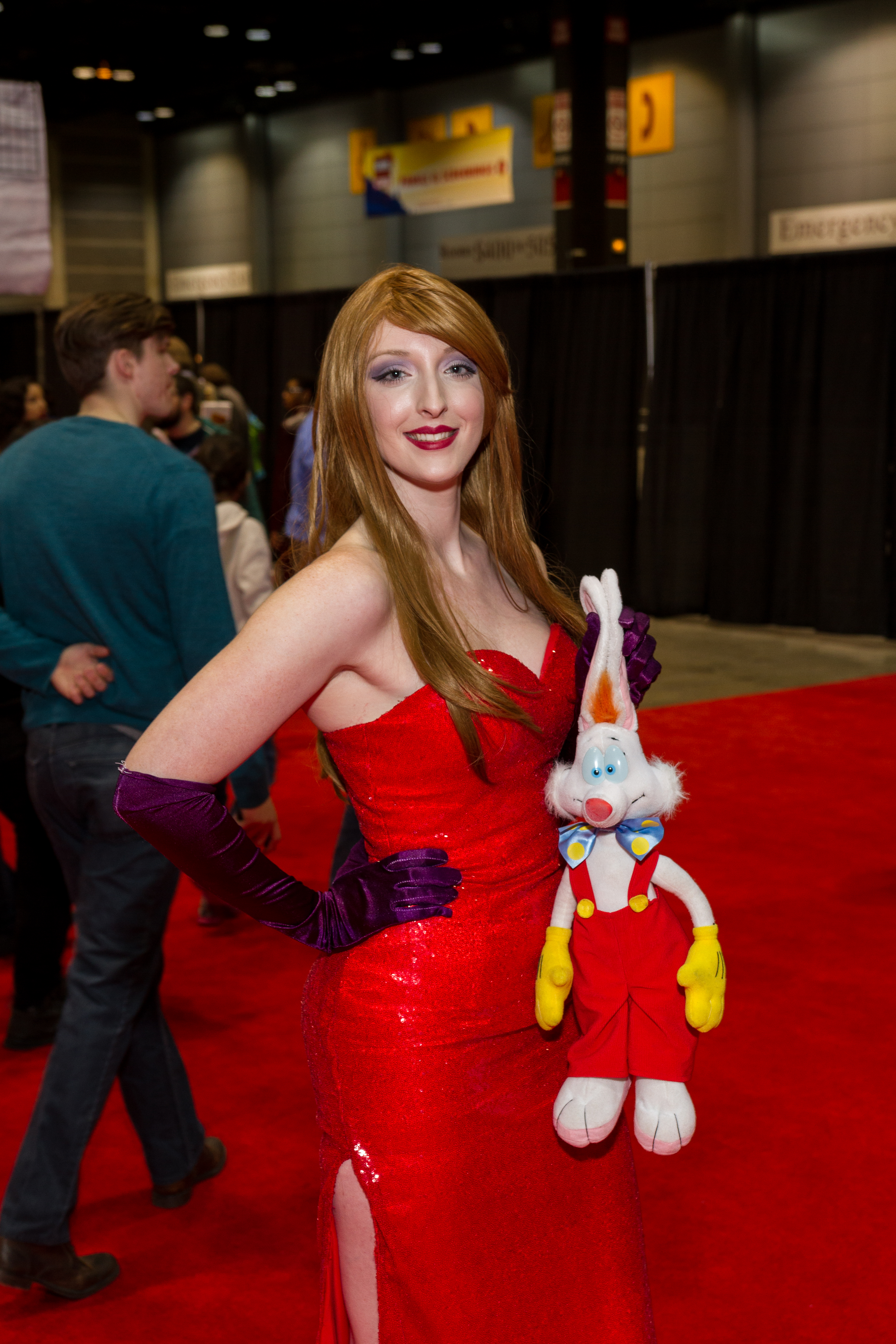
Cosplay de Jessica Rabbit tenant une peluche aux traits de Roger Rabbit.

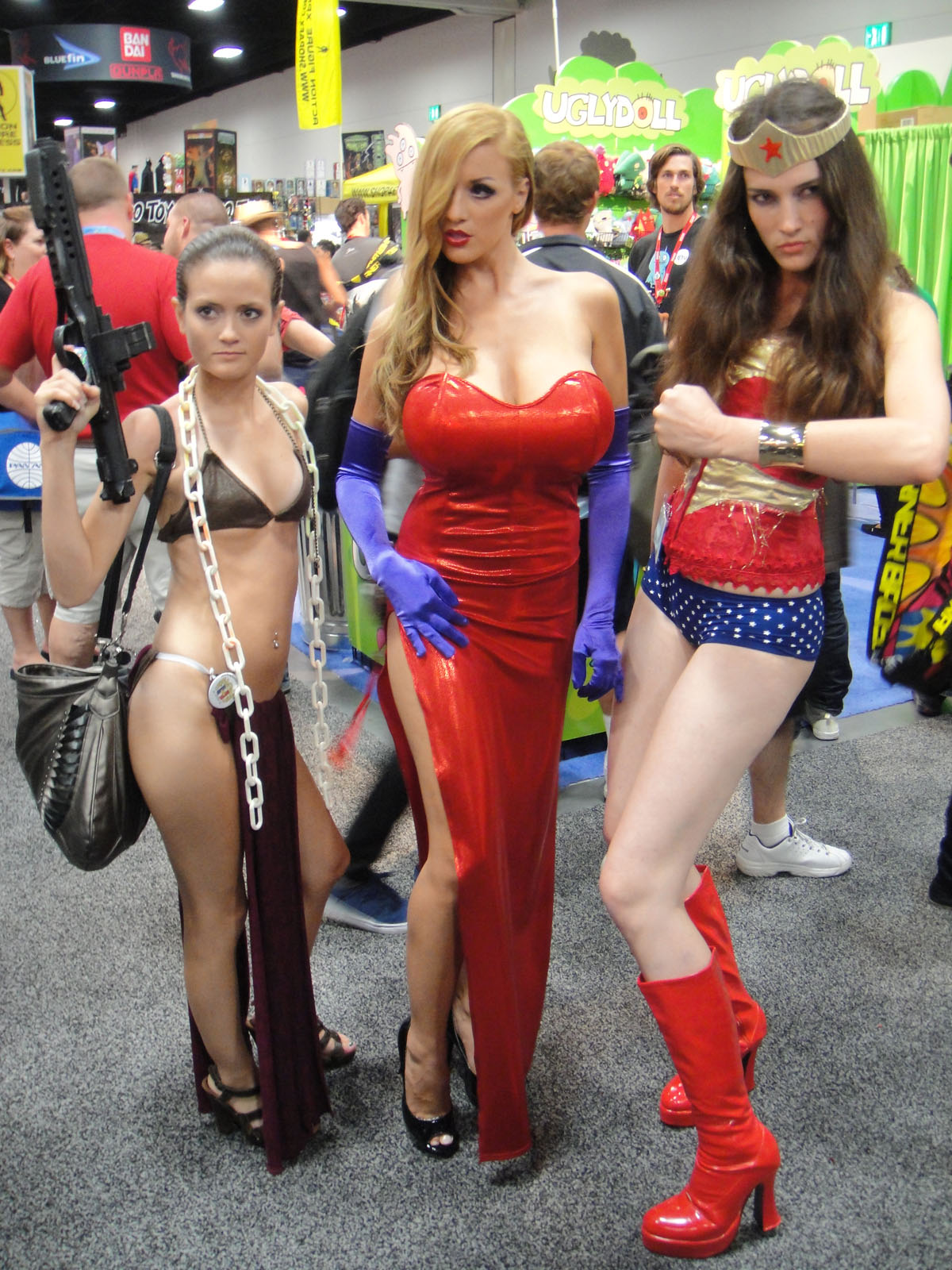
Cosplay de Jessica Rabbit (au centre) par Jordan Carver en 2011.

- 1988 : Qui veut la peau de Roger Rabbit

Elle apparaît aussi dans trois courts-métrages réalisés après la sortie du film et diffusés en avant-programme dans certaines salles : 
- dans Bobo Bidon, en infirmière ;
- dans Lapin Looping, en victime d'un maniaque (Droopy) ;
- dans Panique au Pique-Nique, en garde forestière.

## Voix
- Voix originale : Kathleen Turner, Amy Irving (chant)
- Voix française : Tania Torrens
- Voix québécoise : Louise Portal
- Voix castillant : Rosa María Belda
- Voix allemande : Joseline Gassen
- Voix italienne : Paila Pavese
- Voix japonaise : Miyuki Ichijo

## Anecdotes
- Une boutique de lingerie et accessoires de mode, nommée Jessica's Shop, a existé entre le 15 décembre 1990 et février 1993 dans la zone commerciale et de loisirs de Pleasure Island à Walt Disney World Resort[1].
- Son personnage est inspiré de l'actrice Veronica Lake.